# Кошербаев, Ермек Беделбаевич
Ермек Беделбаевич Кошербаев (каз. Ермек Беделбайұлы Көшербаев; род. 2 мая 1965, Алма-Ата, Казахская ССР, СССР) — казахстанский государственный и общественный деятель, дипломат, Чрезвычайный и Полномочный Посол. Заместитель премьер-министра Казахстана с 14 февраля 2025 года. Аким Восточно-Казахстанской области (2023—2025).

## Биография
Родился 2 мая 1965 года в Алма-Ате.
Происходит из племени Аргын рода Каракесек Есбалак.
В 1988 году окончил Казахский государственный университет им. Кирова по специальности историк, преподаватель истории с преподаванием на иностранном языке, а в апреле 1993 года Дипломатическую академию Министерства иностранных дел СССР по специальности Международные отношения и внешняя политика.
Трудовую деятельность начал в августе 1988 года старшим инспектором по секретному делопроизводству Министерства иностранных дел Казахской ССР.
С сентября 1988 по октябрь 1989 года — помощник Министра иностранных дел Казахской ССР.
С ноября 1989 по июнь 1990 года — Первый секретарь отдела печати и информации Министерства иностранных дел Казахской ССР.
С июня 1990 по сентябрь 1991 года — Первый секретарь консульского отдела Министерства иностранных дел Казахской ССР.
С мая по август 1993 года — Первый секретарь Управления стран Азии Министерства иностранных дел Республики Казахстан.
С августа по декабрь 1993 года — Первый секретарь Управления Государственного протокола Министерства иностранных дел Республики Казахстан.
С декабря 1993 по июнь 1994 года — заведующий отделом Управления Государственного протокола Министерства иностранных дел Республики Казахстан.
С июня 1994 по январь 1996 года — консультант международного отдела Аппарата Президента Республики Казахстан.
С января по апрель 1996 года — исполняющий обязанности руководителя протокольной службы Президента Республики Казахстан.
С апреля 1996 по август 1997 года — Первый секретарь Посольства Республики Казахстан в Швейцарской Конфедерации, в городе Берн.
С августа по октябрь 1997 года — начальник отдела Азиатской Безопасности Департамента многостороннего сотрудничества, г. Алма-Аты.
С октября 1997 по ноябрь 1999 года — помощник Премьер-министра Республики Казахстан.
С января по май 2000 года — заместитель директора по коммерческим и общим вопросам общественного фонда «Фонд образования Нурсултана Назарбаева».
С мая по октябрь 2000 года — Первый заместитель директора общественного фонда «Фонд образования Нурсултана Назарбаева».
С октября 2000 по январь 2001 года — руководитель пресс-службы закрытого акционерного общества Национальная компания по транспортировке нефти «КазТрансОйл».
С января по июнь 2001 года — руководитель аппарата президента закрытого акционерного общества Национальная компания по транспортировке нефти «КазТрансОйл».
С июня 2001 по март 2002 года — руководитель аппарата закрытого акционерного общества Национальная компания «Транспорт Нефти и Газа».
С марта 2002 по декабрь 2003 года — работал советником первого Вице-Президента и руководителем аппарата президента закрытого акционерного общества Национальная компания «КазМунайГаз».
С  декабря 2003 по май 2004 года — генеральный директор акционерного общества «Рауан Медиа Групп».
С  мая по август 2004 года — Первый заместитель руководителя Центрального аппарата Республиканской политической партии «Отан».
С августа 2004 по апрель 2005 года — руководитель аппарата президента акционерного общества Национальная компания «КазМунайГаз».
С апреля 2005 по май 2006 года — Первый заместитель исполнительного директора объединения юридических лиц «Общенациональный союз предпринимателей и работодателей Казахстана «Атамекен».
С мая 2006 по февраль 2007 года — руководитель центрального аппарата Республиканской политической партии «Отан».
С февраля по июль 2007 года — директор товарищества с ограниченной ответственностью финансово-промышленная группа «Беркут», г. Астана.
С ноября 2007 по апрель 2008 года — исполнительный директор Казахстанской ассоциации организаций нефтегазового и энергетического комплекса «KazEnerqy», г. Астана.
С апреля 2008 по февраль 2009 года — генеральный продюсер акционерного общества «Рауан Медиа Групп», г. Астана.
С февраля 2009 по июль 2010 года — председатель правления акционерного общества Национальная компания «Социально-предпринимательская корпорация «Ертіс», г. Семей.
С июля по сентябрь 2010 года — исполняющий обязанности заместителя акима Восточно-Казахстанской области.
С сентября 2010 по октябрь 2012 года — заместитель акима Восточно-Казахстанской области.
С октября 2012 по декабрь 2014 года — Первый заместитель акима Восточно-Казахстанской области.
С декабря 2014 по октябрь 2016 года — вице-министр сельского хозяйства Республики Казахстан.
С октября 2016 по май 2018 года — ответственный секретарь Министерства сельского хозяйства Республики Казахстан.
С мая 2018 по январь 2019 года — ответственный секретарь Министерства иностранных дел Республики Казахстан.
С января 2019 по январь 2020 года — заместитель Министра иностранных дел Республики Казахстан.
С 29 января 2020 по 16 июня 2023 года — Чрезвычайный и Полномочный Посол Республики Казахстан в Российской Федерации.
С 16 июня 2023 по 14 февраля 2025 года — аким Восточно-Казахстанской области.
С 14 февраля 2025 года — заместитель премьер-министра Республики Казахстан.
Владеет казахским, русским, английским, немецким, корейским языками.

## Семья
- Жена: Чайжунусова Динара Маркеновна — дочь акима города Семей (1998—2000) Шайжунусова Маркена Жакияновича.
- Дети: Дастан (1988 г.р.), дочь — Дамели (1993 г.р.)

Является сватом дочери первого президента Дариги Назарбаевой.